# Calypte
Calypte – rodzaj ptaków z podrodziny kolibrów (Trochilinae) w rodzinie kolibrowatych (Trochilidae).

## Zasięg występowania
Rodzaj obejmuje gatunki występujące w Kanadzie, Stanach Zjednoczonych i Meksyku.

## Morfologia
Długość ciała 7,5–11 cm; masa ciała samców 3–5,8 g, samic 3,3–4,7 g.

## Systematyka

### Etymologia
- Calypte: prawdopodobnie od gr. καλυπτρη kaluptrē „kobiecy welon, nakrycie głowy”, od καλυπτω kaluptō – pokrywa; w odniesieniu do błyszczącej korony i wydłużonej kryzy samca koliberka kalifornijskiego. Według Elliotta Couesa (1882)[6] Calypte jest eponimem (por. w greckiej mitologii Kalipso, córka Atlasa, która urodziła dwóch synów Odyseusza)[7].
- Leucaria: w mitologii rzymskiej Leukaria (łac. Leucaria) była córką Latynusa, króla Lacjum, żoną Italusa i matką Romy i Romusa[8]. Gatunek typowy: Ornismya costae Bourcier, 1839.
- Zephyritis: gr. ζεφυριτις zephuritis „zachodni wiatr, zefir”, od ζεφυρος zephuros „zachodni wiatr”[9]. Gatunek typowy: Ornismya anna Lesson, 1829.

### Podział systematyczny
Do rodzaju należą następujące gatunki:
- Calypte anna (Lesson, 1829) – koliberek żarogłowy
- Calypte costae (Bourcier, 1839) – koliberek kalifornijski